# Gulag de Perm 36
El Gulag de Perm 36 és un museu de Perm (Rússia) situat en un antic gulag del mateix nom que explica la història de la repressió política. El museu aprofita alguns dels edificis existents i reconstruint l'antic camp de treball per a presoners polítics. Aquest gulag va estar en funcionament fins a l'any 1988, i després de la fi del comunisme a l'antiga Unió Soviètica, a partir de l'any 1992, es començà a treballar, amb dificultats, en la creació d'un museu sobre la brutal repressió política a l'antiga URSS en aquest antic gulag. El museu va obrir les portes el 1996 i està en continu procés de restauració a causa de la immensitat del seu complex d'edificis.
La part principal és l'antic camp de presoners que va ser restaurada i que ja és visitable com a museu. És important la tasca dels investigadors que cataloguen i estudien tota la documentació sobre el camp, ja que ha de servir per futures exposicions i recerques. També són importants els programes públics que desenvolupa el Memorial: projectes pedagògics, publicacions, seminaris...Aquest Memorial és l'únic que existeix a Rússia sobre la repressió dins l'antiga Unió Soviètica, la qual cosa mostra les dificultats encara existents per fer memòria pública d'un passat molt recent. Membre de la Coalició Internacional d'Espais de Consciència (www.sitesofconscience.org).

## Història
La història dels gulags va íntimament lligada a l'arribada al poder d'Stalin (1929-53) a la Unió Soviètica. Gulag és l'acrònim que definia la branca de la policia política soviètica que s'ocupava del sistema de camps de treball forçat i fa referència també a l'extensa xarxa d'aquests centres.Com en l'origen dels camps de concentració nazis, en aquests hi eren traslladats tant delinqüents comuns com dissidents polítics de tots els colors. El primer gulag com a tal es va establir l'any 1930 a partir de la reforma del sistema penitenciari i va lligat a l'augment de les detencions per causes polítiques. Durant el fenomen conegut com a Gran Purga (1936-1938), centenars de milers de persones foren empresonades als gulags acusats de contrarevolucionaris (sovint amb l'excusa que eren agents infiltrats pels nazis), fet que propicià que Stalin assolís quotes de poder absolut dins el seu país (al llarg d'aquest període nombrosos membres del propi partit comunista foren traslladats als gulags entre molts d'altres col·lectius).Tot i que el sistema dels gulags s'inicia amb el govern d'Stalin, els camps de treball forçat ja eren coneguts fins i tot abans de la Revolució d'Octubre de 1917.
Cinc anys després de la mort d'Stalin, el 1953, els gulags desapareixen com a tals, tot i que amb un altre nom continua havent-hi camps de treball forçat. Encara que no podem fer coincidir exactament els gulags amb el govern d'Stalin, sí que podem considerar que les èpoques de major repressió amb aquest sistema de treballs forçats en ple funcionament coincideix amb les polítiques de terror d'Stalin: amb aquest al poder, entre 10 i 18 milions de persones, segons les diverses fonts, passen per alguns dels 476 gulags establerts arreu de la geografia soviètica. La reforma del sistema no evita, però, que dins la Unió Soviètica hom continuï detenint i deportant qualsevol opositor a camps de treball forçat, això sí, en un nombre molt menor que durant el període estalinista. Els períodes de principal oposició política interior, per lògica, han revifat el nombre de presos, i n'hi ha hagut fins al final de la Unió Soviètica, el 1991.